# Canton de Brioude-Nord
Le canton de Brioude-Nord est une ancienne division administrative française, située dans le département de la Haute-Loire en région Auvergne.

## Composition
Le canton de Brioude-Nord se composait d’une fraction de la commune de Brioude et de huit autres communes. Il comptait 7 450 habitants (population municipale) au 1er janvier 2012.
| Nom                      | Code Insee | Intercommunalité        | Population (dernière pop. légale)             |
| ------------------------ | ---------- | ----------------------- | --------------------------------------------- |
| Brioude (chef-lieu)      | 43040      | CC Brioude Sud Auvergne | Fraction : 3 025(2012) Commune : 6 700 (2014) |
| Beaumont                 | 43022      | CC Brioude Sud Auvergne | 281 (2014)                                    |
| Bournoncle-Saint-Pierre  | 43038      | CC Brioude Sud Auvergne | 1 005 (2014)                                  |
| Cohade                   | 43074      | CC Brioude Sud Auvergne | 834 (2014)                                    |
| Lamothe                  | 43110      | CC Brioude Sud Auvergne | 868 (2014)                                    |
| Paulhac                  | 43147      | CC Brioude Sud Auvergne | 655 (2014)                                    |
| Saint-Beauzire           | 43170      | CC Brioude Sud Auvergne | 334 (2014)                                    |
| Saint-Géron              | 43191      | CC Brioude Sud Auvergne | 254 (2014)                                    |
| Saint-Laurent-Chabreuges | 43207      | CC Brioude Sud Auvergne | 257 (2014)                                    |

## Histoire
Le canton de Brioude-Nord a été créé par le décret du 24 décembre 1984 scindant en deux le canton de Brioude.
Il est supprimé lors du redécoupage cantonal de 2014 par le décret du 17 février 2014.

## Représentation
| Période | Période      | Identité             | Étiquette | Qualité |
| ------- | ------------ | -------------------- | --------- | --- |
| 1985    | 1996 (décès) | Jean-Paul Chambriard | UDF       | Chef d'entreprise Sénateur (1983-1996)                                                                                             |
| 1996    | 2004         | Jean-Jacques Faucher | DVD       | Chef d'entreprises Maire de Brioude (1995-2020)                                                                                    |
| 2004    | 2015         | Jean-Noël Lhéritier  | PS        | Maître de conférences à l'Université de Montpellier Ancien Président du Parc national des Cévennes Conseiller municipal de Brioude |

## Démographie
| 1990  | 1999  | 2006  | 2011  | 2012  |
| ----- | ----- | ----- | ----- | ----- |
| 7 255 | 7 110 | 7 476 | 7 425 | 7 450 |